# Novo Selo (gmina Bujanovac)
Novo Selo (cyr. Ново Село) – wieś w Serbii, w okręgu pczyńskim, w gminie Bujanovac. W 2002 roku liczyła 437 mieszkańców.